# اچ‌ام‌اس اینفلکسیبل (۱۷۸۰)
اچ‌ام‌اس اینفلکسیبل (۱۷۸۰) (به انگلیسی: HMS Inflexible (1780)) یک کشتی بود که طول آن ۱۵۹ فوت (۴۸ متر) بود. این کشتی در سال ۱۷۸۰ ساخته شد.